# Desa Srimukti
Desa Srimukti är en administrativ by i Indonesien.   Den ligger i provinsen Jawa Barat, i den västra delen av landet, 24 km öster om huvudstaden Jakarta.